# El Molí Sec
El Molí Sec és un antic molí del poble de Bigues, al terme municipal de Bigues i Riells, al Vallès Oriental. És a la dreta del Tenes, a la part central del terme, a migdia del Flix i al sud-oest de Can Taberner. És al costat de l'extrem nord-oriental de la urbanització de la Font del Bou.